# Михаил Билалов
Михаѝл Георгиев Била̀лов е български актьор и телевизионен водещ.

## Биография
Роден е на 19 май 1965 г. в град Русе, но е израснал в Бургас в семейство на актьори. През 1984 г. завършва НГДЕК. През 1989 г. завършва ВИТИЗ „Кръстьо Сарафов“ със специалност „Актьорско майсторство за драматичен театър“ в класа на професор Николай Люцканов с асистенти Маргарита Младенова и Здравко Митков.
Спечелва място за актьорски стаж в парижката консерватория, по този повод заминава за Франция. Напуска след 4 месеца.
При престоя си във Франция работи като продавач, секретар, служител в рекламна агенция, води курс за кандидат-студенти по актьорско майсторство. Завършва висше образование по ландшафтен дизайн във Версайското училище и отваря собствена фирма.
На два пъти е водещ на предаването „Стани богат“ – веднъж от 1 април 2018 г. до 26 януари 2020 г., когато се излъчва по БНТ, и от 20 декември 2021 г. до 8 декември 2023 г., но този път по БТВ.
През 2016 г. озвучава Вожд Туи в анимационния филм на „Дисни“ – „Смелата Ваяна“, записан в студио „Александра Аудио“. Това е единственият озвучен филм, в който участва.

## Награди
- 1994 – „Аскеер“ за изгряваща звезда за постановката „Мадам Бътерфлай“.
- 2010 – „Икар“ на Съюза на артистите в България „за главна мъжка роля“: за ролята на Мартин в „Козата, или коя е Силвия?“ от Едуард Олби, на Явор Гърдев, Народен театър „Иван Вазов“.
- 2014 – „Златно перо“ за принос към българската култура и изкуство.[4]

## Филмография
- Вина (сериал) (2023) – Андрей Бончев
- „Голата истина за група Жигули“ (2021) – Фори
- „Скъпи наследници“ (тв сериал, 2018) – Георги
- „Връзки“ (тв сериал, 2015 – 2016) – Тони
- „Досието Петров“ (2015) – Александър Петров
- „Четвърта власт“ (тв сериал, 2013) – Никола Моллов
- „Цветът на хамелеона“ (2012), България / Словения – Алеко Полянски
- „Под прикритие“ (тв сериал, 2011 – 2014, 2025) – Петър Туджаров-Джаро
- „Аз съм ти“ (2010) – Ласло
- „L'affaire Farewell“ (2008) – Torguine
- „А днес накъде?“ (2007)
- „Страшни смешки, смешни страшки за герои със опашки“ (1994) – Заекът Стоянчо
- „Trois pour gagner“ (1993)
- „Сирна неделя“ (1993)
- „А сега накъде?“ (1988) – Софийското копеле

## Роли в театъра
- „Петел“ по пиесата Cock от Майк Бартлет – Бащата на М
- „Разделям двойки по домовете“ от Тристан Птижирар – Ерик
- „Прощална вечеря“ от Александър дьо Ла Пателиер и Матийо Делапорт – Пиер Льокьор
- „Името“ от Матийо Делапорт и Александър дьо ла Пателиер – Венсан Ларше
- „Нощна пеперуда“ от Пьотър Гладилин
- „Козата или коя е Силвия?“ от Едуард Олби – Мартин
- „Тайната на един Дон Жуан“ от Валентин Красногоров
- „М. Бътерфлай“ от Дейвид Хенри Хуанг – Сонг Лилинг

## Дублаж
- Смелата Ваяна (2016) – Вожд Туи